# Gerhard Schmidt (Mediziner, 1904)
Gerhard Schmidt (* 12. November 1904 in Nörenberg, Pommern; † 5. April 1991 in Pogeez, Kreis Herzogtum Lauenburg) war ein deutscher Hochschullehrer für Psychiatrie und Neurologie.

## Leben
Der aus Pommern gebürtige Gerhard Schmidt, Abiturient am Marienstiftsgymnasium in Stettin, widmete sich in der Folge einem Studium der Philosophie an den Universitäten Tübingen, Düsseldorf, Würzburg sowie Berlin, bis er ein Jahr später zum Studium der Medizin wechselte, das er 1930 mit der ärztlichen Prüfung sowie mit dem Erwerb des akademischen Grades eines Dr. med. abschloss. Er war im Anschluss als Praktikant sowie Assistent an Kliniken in Kiel, Greifswald sowie Berlin tätig, bevor er 1937 an das staatliche Deutsche Forschungsanstalt für Psychiatrie (Kaiser-Wilhelm-Institut) in München und an die von Kurt Schneider geleitete psychiatrische Klinik des Städtischen Krankenhauses München-Schwabing berufen wurde.
Nach dem Zweiten Weltkrieg wurde Schmidt als nationalsozialistisch nicht Belasteter mit der kommissarischen Leitung der Heil- und Pflegeanstalt Egelfing-Haar bei München (heutiger Name: Isar-Amper-Klinikum München-Ost) betraut. Hier bemühte er sich um die Dokumentation der Krankenmorde in der Zeit des Nationalsozialismus (Aktion T4, Aktion Brandt, Kindereuthanasie), die dort während der Direktion Hermann Pfannmüllers verübt worden waren. Schmidt sammelte Aussagen überlebender Patienten und des Pflegepersonals. Im November 1945 hielt er im Rundfunk einen Vortrag über die Irrenanstalten während des Hitler-Regimes. Im Nürnberger Ärzteprozess trat er als Zeuge der Anklage auf. Ab 1947 versuchte er, eine Dokumentation über die Euthanasie-Verbrechen zu veröffentlichen. Er fand aber nicht nur keinen Verleger für seine Publikation, sondern auch namhafte Psychiater, darunter sein akademischer Lehrer Kurt Schneider, rieten von einer Veröffentlichung ab.
Bereits im Sommer 1946 war Schmidt von seinem Posten als Direktor von Egfing-Haar abberufen worden. Maßgeblich verantwortlich dafür war sein Nachfolger, Anton von Braunmühl, der während der NS-Zeit unter Pfannmüller als Arzt in Eglfing-Haar gearbeitet hatte. Inzwischen Direktor der Heil- und Pflegeanstalt Kaufbeuren wollte Braunmühl nach Eglfing-Haar zurückkehren. Er lehnte Schmidt wegen dessen Ablehnung der Insulinschocktherapie, aber auch wegen dessen offenen Umgangs mit den Euthanasie-Verbrechen ab. Quellen legen nahe, dass Braunmühl hoffte, in Eglfing-Haar seine Therapiemethoden weiterentwickeln zu können und fürchtete, durch die Aufarbeitung der Euthanasie-Verbrechen könne die Anstalt in Verruf geraten. An die Opfer der Euthanasie wurde in Haar erst ab 1990 erinnert.
Per 1. Januar 1947 wurde Schmidt zum Chefarzt am Städtischen Krankenhaus Lübeck-Ost ernannt, eine Position, die er bis 1965 innehatte. Gerhard Schmidt startete daneben 1952 eine universitäre Karriere nach seiner Habilitation für Psychiatrie und Neurologie als außerplanmäßiger Professor für diese Fächer an der Universität Hamburg, 1965 nahm er den Ruf auf die Professur für dieselben Fächer und die Leitung der psychiatrischen Klinik an der Medizinischen Akademie Lübeck an, 1973 wurde er emeritiert, leitete die Klinik noch bis September 1974, ehe ihm Gerd Huber nachfolgte. Gerhard Schmidt – er beschäftigte sich insbesondere mit dem Wahn und dem Todestrieb – wurde 1986 als erster mit der Wilhelm-Griesinger-Medaille der Deutschen Gesellschaft für Psychiatrie, Psychotherapie und Nervenheilkunde ausgezeichnet.
Im Juli 2023 wurde ein Platz zwischen der zentralen Patientenaufnahme und der Kirche St. Raphael auf dem Gelände des Isar-Amper-Klinikums Haar nach Gerhard Schmidt benannt.

## Schriften
- Selektion in der Heilanstalt, 1939–1945: Geleitwort von Karl Jaspers, Evangelisches Verlagswerk, 1965
- Die Krankheit zum Tode. Goethes Todesneurose, In: Ausgabe 22 von Forum der Psychiatrie, F. Enke, 1968